# Faaite
Faaite, is een atol in de Tuamotuarchipel, in Frans-Polynesië. Het valt bestuurlijk onder de gemeente Anaa, het gelijknamige atol dat 61 km ten zuiden van het atol Faaite ligt. Het eiland ligt  15 km westelijk van het onbewoonde atol Tahanea.

## Geografie, demografie en economie
Het atol heeft de vorm van een ovaal en is 26 km lang en 12 km breed. Het landoppervlak is 9 km2, het wateroppervlak van de lagune is 227 km2.
Het atol ontstond uit koraalriffen rond een vulkaan die 53,5 tot 55,0 miljoen jaar gelden 1925 m oprees vanaf de zeebodem.
Het atol is bewoond, in 2017 woonde er 317 personen. De bevolking leeft van het maken van kopra en de vangst van zeekomkommers en de kweek van parelmoer producerende schelpen (Pinctada).
In het noorden is een luchthaven met een start- en landingsbaan van 1200 m. Volgens gegevens uit 2019 waren er 150 vluchten per jaar.

## Geschiedenis
De eerste Europeaan die het vermeldde was de Britse zeevaarder John Buyers in 1803. In de negentiende eeuw werd het Frans territoriaal bezit  en begon Franse koloniale overheid met het produceren van kokosolie en begon de katholieke missie daar met zendingswerk. In 1900 is er een kerk, de Sainte-Marie-Madeleine,  gebouwd die in 2008 werd gerestaureerd in het administratief centrum Hitanau in het noordwesten.

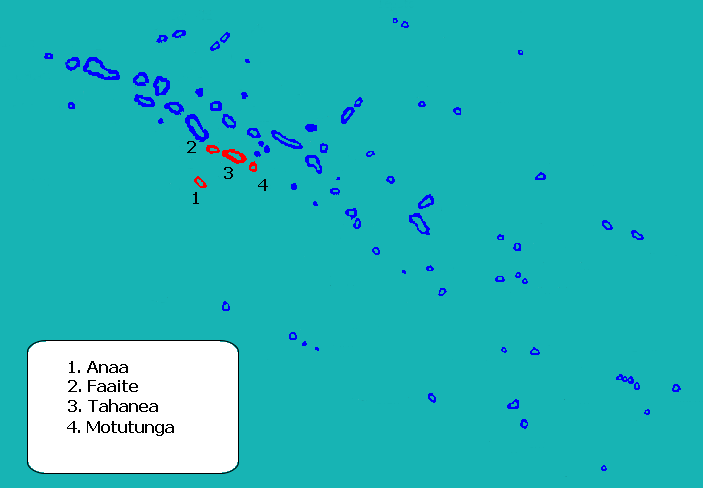
Positie van Faaite (2) binnen de Tuamotueilanden

## Flora en fauna
Bij de haven van Hitanau staat een bijzonder fraai exemplaar van de Indische koraalboom (Erythrina variegata) die mogelijk afkomstig is van het atol  Tahanea. Er komen 41 vogelsoorten voor waaronder zeven soorten van de Rode Lijst van de IUCN waaronder het met uitsterven bedreigde witkeelstormvogeltje (Nesofregetta fuliginosa) en de endemische tuamotujufferduif (Ptilinopus coralensis).